# Art Coulter
Pour les articles homonymes, voir Coulter.
Temple de la renommée : 1974
Arthur Edmund Coulter (né le 31 mai 1909 à Winnipeg, dans la province du Manitoba au Canada — mort le 14 octobre 2000 à Mobile dans l'État de l'Alabama aux États-Unis) est un joueur canadien de hockey sur glace. Il a joué avec les Rangers de New York et les Black Hawks de Chicago dans la Ligue nationale de hockey.

## Carrière
Né en 1939 à Winnipeg, Coulter passe trois saisons avec les Pilgrims dans sa ville natale avant de commencer sa carrière professionnelle en 1926 avec les Arrows de Philadelphie dans la Canadian-American Hockey League. En février 1932, il est échangé aux Black Hawks de Chicago de la Ligue nationale de hockey contre le prêt de Frank Ingram et une somme d'argent ; il joue alors les treize derniers matches de la saison régulière et les deux matches de séries éliminatoires où il marque un des deux buts de son équipe alors que les Maple Leafs de Toronto éliminent les Black Hawks 6 buts à 2. Associé en défense à Taffy Abel, il devient titulaire la saison suivante et il participe à la conquête de la première Coupe Stanley de l'histoire de Chicago. Il joue ensuite deux saisons complètes avec les Black Hawks et est nommé dans la deuxième équipe d'étoiles en 1935.
Le 15 janvier 1936, il est échangé aux Rangers de New York contre Earl Seibert et devient le deuxième capitaine de l'histoire de l'équipe en succédant à Bill Cook en 1937. Il joue ensuite six saisons complètes avec les Rangers pendant lesquelles il est nommé à trois nouvelles reprises dans la deuxième équipe d'étoiles en 1938, 1939 et 1940 ; il dispute le Match des étoiles en 1939 et remporte sa deuxième Coupe Stanley en 1940. En 1942, il met un terme à sa carrière professionnelle et devient membre des Coast Guard Clippers pendant la Seconde Guerre mondiale, équipe qui récolte des fonds pour l'effort de guerre. 
En 1944, il arrête définitivement sa carrière et s'installe à Miami où il travaille dans l'entreprise familiale d'importation. Il est élu au Temple de la renommée du hockey en 1974.
Père d'un garçon nommé Art, et d'une fille, Patricia, il meurt à Mobile le 14 octobre 2000 à l'âge de 91 ans.

## Statistiques
| Saison     | Équipe                 | Ligue      |     | Saison régulière | Saison régulière | Saison régulière | Saison régulière | Saison régulière |   | Séries éliminatoires | Séries éliminatoires | Séries éliminatoires | Séries éliminatoires | Séries éliminatoires |
| Saison     | Équipe                 | Ligue      | PJ  | B                | A                | Pts              | Pun              | PJ               | B | A                    | Pts                  | Pun                  |                      |                      |
| 1924-1925  | Pilgrims de Winnipeg   | WJHL       |     |                  |                  |                  |                  |                  |   |                      |                      |                      |                      |                      |
| 1925-1926  | Pilgrims de Winnipeg   | WJHL       | 9   | 3                | 1                | 4                | 10               |                  |   |                      |                      |                      |                      |                      |
| 1926-1927  | Pilgrims de Winnipeg   | WJHL       | 5   | 3                | 2                | 5                | 6                |                  |   |                      |                      |                      |                      |                      |
| 1929-1930  | Arrows de Philadelphie | Can-Am     | 35  | 2                | 2                | 4                | 40               | 2                | 0 | 0                    | 0                    | 2                    |                      |                      |
| 1930-1931  | Arrows de Philadelphie | Can-Am     | 40  | 4                | 8                | 12               | 109              |                  |   |                      |                      |                      |                      |                      |
| 1931-1932  | Arrows de Philadelphie | Can-Am     | 26  | 9                | 4                | 13               | 42               |                  |   |                      |                      |                      |                      |                      |
| 1931-1932  | Black Hawks de Chicago | LNH        | 13  | 0                | 1                | 1                | 23               | 2                | 1 | 0                    | 1                    | 0                    |                      |                      |
| 1932-1933  | Black Hawks de Chicago | LNH        | 46  | 3                | 2                | 5                | 53               |                  |   |                      |                      |                      |                      |                      |
| 1933-1934  | Black Hawks de Chicago | LNH        | 46  | 5                | 2                | 7                | 39               | 8                | 1 | 0                    | 1                    | 10                   |                      |                      |
| 1934-1935  | Black Hawks de Chicago | LNH        | 48  | 4                | 8                | 12               | 68               | 2                | 0 | 0                    | 0                    | 5                    |                      |                      |
| 1935-1936  | Black Hawks de Chicago | LNH        | 25  | 0                | 2                | 2                | 18               |                  |   |                      |                      |                      |                      |                      |
| 1935-1936  | Rangers de New York    | LNH        | 23  | 1                | 5                | 6                | 26               |                  |   |                      |                      |                      |                      |                      |
| 1936-1937  | Rangers de New York    | LNH        | 47  | 1                | 5                | 6                | 27               | 9                | 0 | 3                    | 3                    | 15                   |                      |                      |
| 1937-1938  | Rangers de New York    | LNH        | 43  | 5                | 10               | 15               | 90               |                  |   |                      |                      |                      |                      |                      |
| 1938-1939  | Rangers de New York    | LNH        | 44  | 4                | 8                | 12               | 58               | 7                | 1 | 1                    | 2                    | 6                    |                      |                      |
| 1939-1940  | Rangers de New York    | LNH        | 48  | 1                | 9                | 10               | 68               | 12               | 1 | 0                    | 1                    | 21                   |                      |                      |
| 1940-1941  | Rangers de New York    | LNH        | 35  | 5                | 14               | 19               | 42               | 3                | 0 | 0                    | 0                    | 0                    |                      |                      |
| 1941-1942  | Rangers de New York    | LNH        | 47  | 1                | 16               | 17               | 31               | 6                | 0 | 1                    | 1                    | 4                    |                      |                      |
| 1942-1943  | Coast Guard Clippers   | EAHL       | 37  | 13               | 20               | 33               | 32               | 10               | 4 | 1                    | 5                    | 8                    |                      |                      |
| 1943-1944  | Coast Guard Clippers   | Exhib      | 26  | 10               | 13               | 23               | 10               | 12               | 6 | 8                    | 14                   | 8                    |                      |                      |
| Totaux LNH | Totaux LNH             | Totaux LNH | 421 | 30               | 82               | 112              | 543              | 49               | 4 | 5                    | 9                    | 75                   |                      |                      |